# Myrea Pettit
Myrea Pettit (Northampton, 10 de febrero de 1970) es una ilustradora británica de arte fantástico y de fantasía británica. Estudió con la ilustradora sueca Ann Mari Sjogren y ha ganado reconocimiento por sus pinturas de flores, mariposas y hadas (como la famosa «Campanita» de Peter Pan).

## Trabajos publicados en los siguientes libros
- 2003: Der Elfen und der Feen.
- 2004: Fantasy Figures (Figuras de Fantasía).
- 2005: The Art of Faery (El Arte de las hadas) escrito por  David Riche y presentado por Brian Froud.
- 2005: Watercolor Fairies (Hadas de acuarela).
- 2005: The World of Faery escrito por David Riche y presentado por Alan Lee.
- 2005: 500 Fairy Motifs (500 motivos de hadas) escrito por David Riche.
- 2005: How to Draw and Paint Fairies (Cómo Dibujar y Pintar Hadas) escrito por Linda Ravenscroft.